# Đại học Tứ Xuyên
Đại học Tứ Xuyên (Trung văn giản thể: 四川 大学; Trung văn phồn thể: 四川 大学; bính âm: Sìchuān Dàxué, thường được rút ngắn chỉ đơn giản là "川 大" (Xuyên Đại)) là một trong những đại học quốc gia lâu đời nhất ở Trung Quốc. Nó được xếp hạng thứ 8 trong số các trường đại học Trung Quốc theo xếp hạng học thuật các trường đại học thế giới năm 2010.
Đại học Tứ Xuyên là một trong những trường đại học quốc gia trực thuộc Bộ Giáo dục CHND Trung Hoa (MOE). Đây cũng là một trong những dự án nhà nước 211 và 985 trường đại học xây dựng dự án được hưởng đặc quyền đặc lợi trong giai đoạn Kế hoạch năm năm lần thứ IX. Chủ tịch trường đại học là Giáo sư Tạ Hòa Bình, một Viện của Học viện Kỹ thuật Trung Quốc.